# Sage
Pour les articles homonymes, voir Sage (homonymie).
 (février 2020).
 (février 2020).
Sa qualité peut être largement améliorée en utilisant un vocabulaire plus directement compréhensible.

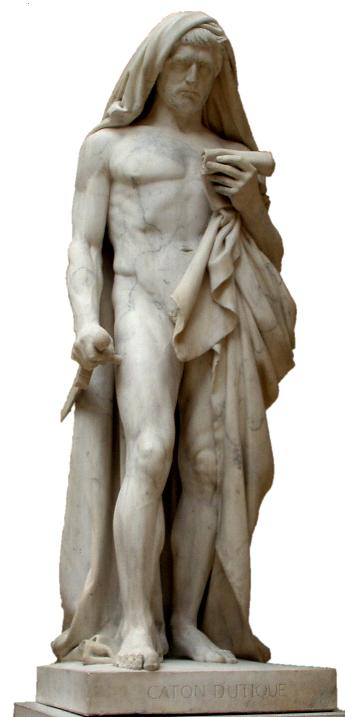
Le sage s'illustre par ses actions conformes en toutes circonstances à ses principes. Caton d'Utique fut ainsi un modèle pour certains stoïciens.

Le sage est un individu qui accomplit, voire dépasse les facultés ou dispositions de la nature humaine tant en ce qui concerne la connaissance que l'action. Il représente un idéal de vie humaine, une excellence dans le savoir et dans la justesse du jugement, en particulier dans ses jugements de valeurs morales et dans sa capacité à accomplir les actions qui sont liées à ces jugements.
En pratique, le sage peut être défini comme celui qui manifeste sa pensée, non seulement par sa parole mais surtout par ses actes. C'est ainsi qu'il « démontre » le bien-fondé de sa pensée. La force du sage est dans ses actes et non dans le verbe, réservé au philosophe. Socrate, à ce titre est un des archétypes du sage antique, sa pratique de la maïeutique sur l'agora et sa manière de mourir[réf. nécessaire] valent toutes les démonstrations[Selon qui ?] rhétoriques et verbales. Le sage agit, car il sait que seule l'accomplissement d'actes qui reflète sa pensée marque.

## Le sage grec
Le mot sage, en grec σοφός (sophos), n'aurait pas d'étymologie en grec ni en indo-européen
Les termes archaïques pour désigner le sage (par exemple Homère) sont sophos ou sophistès et désignent l’individu qui dispose de la sophia (en grec, la sagesse). Celle-ci est au départ un savoir pratique — elle désigne l’habileté de l’artisan ou du technicien — et un "savoir-sagesse" tiré de l’expérience qui étaient pour eux donnée par les Dieux. Ces deux sens pourront, plus tard, diverger et Platon opposera ainsi l’habile ou le rusé (le sophiste) et le vrai sage (le philosophe).
La sophia est foncièrement pratique. Mais, dès le VIe siècle av. J.-C., l’idée d’une connaissance théorique, générale et totale va s’y associer. Apparaît alors, dans la tradition pythagoricienne, le terme « philosophe » qui désigne l’initié en quête d’un savoir théorique et ésotérique. La sophia est l’objet d’un désir humain qui libère l’esprit en le détournant des préoccupations et intérêts sensibles et pratiques. Cependant, seuls les dieux peuvent en jouir parfaitement, alors que les humains, eux, ne peuvent que tendre vers cet idéal, en "philo-sophes" (en grec, amoureux de la Sagesse).
De même, plusieurs termes désignant des qualités sociales et politiques se sont trouvés reformulés dans la perspective de caractériser l'homme sage : l'excellence (arété), la noblesse, la qualité d'être bon, qui désignaient d'abord des qualités relatives à l'aristocratie ont été reconnues comme n'étant pas seulement des qualités matérielles, vaines et indifférentes, mais elles sont devenues aussi des qualités de l'âme de l'homme sage.

### Les Sept sages

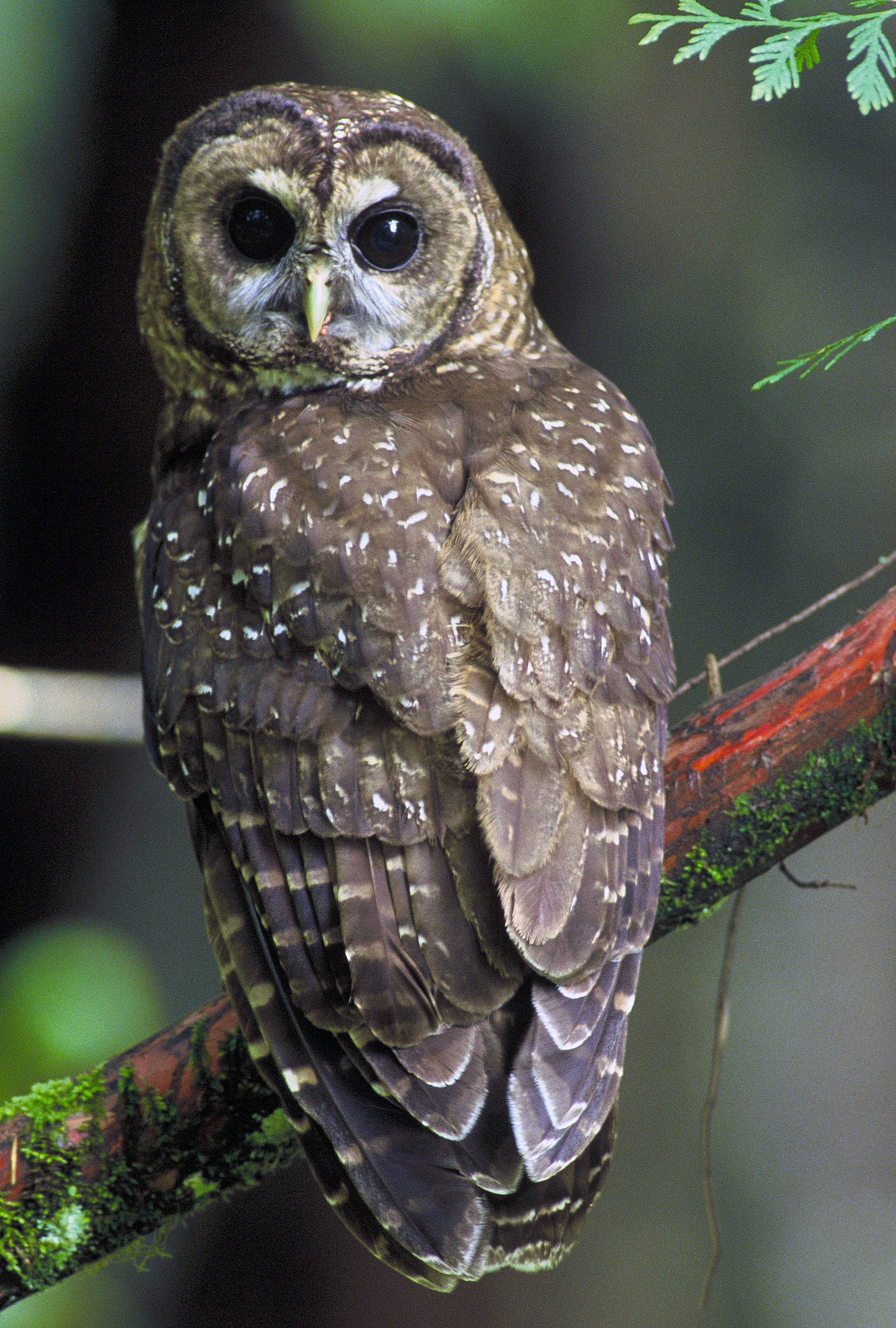
Dans l'Antiquité, la chouette symbolise la sagesse.

Le terme de sage désigne tout d'abord dans l'Antiquité des penseurs comme les Sept sages, qui expriment une sagesse grecque populaire, morale et sociale. Cette sagesse s'exprime de manière caractéristique par des phrases courtes (apophtegmes, à rapprocher aussi des acousmates de Pythagore) portant sur des sujets très variés :
Connais-toi toi-même.
Mieux vaut faire envie que pitié.
Rien de trop.
Qui est heureux : l'homme bien portant, riche, courageux et instruit.
Quel est le souverain bien ? une conscience pure.
Quel est le plus grand fléau pour l'homme? un autre homme.
Qui est riche ? Celui qui ne désire rien. Qui est pauvre ? l'avare.
Quelle est la femme chaste ? Celle que l'opinion n'ose même pas soupçonner.
Quel est le fait du sage ? de ne vouloir point nuire quand il le peut.
Quel est le propre d'un fou ? c'est de vouloir nuire quand il ne le peut pas.
Plus on a de pouvoir, moins on doit en user.
On accuse la fortune des maux qu'on n'a point mérités.
Le bonheur du méchant n'a point de durée.
Passe beaucoup aux autres, rien à toi.
Pardonner aux méchants, c'est vouloir la perte des bons.
Je juge du bonheur d'un homme quand sa destinée est accomplie.
Les honneurs ne doivent pas être un don du hasard.
Il est moins glorieux de naître noble que de le devenir.
Si notre sort est fixé, à quoi bon nous mettre en garde ?
Ces proverbes (dont l'authenticité est douteuse) sont des sentences morales, des règles ou maximes pratiques, qui semblent surtout refléter l'esprit social des Grecs et des civilisations en contact avec la Grèce (et donc panhelléniques), et caractériser le sage comme un homme bon citoyen, habile et de bons conseils dans divers domaines de la vie humaine (politique, vie quotidienne, religion). Même si parmi ces sages (dont la liste varie), nous trouvons des mathématiciens, des astronomes, des théologiens, des politiques et des législateurs, c'est la prudence, l'intelligence pratique qui fait le sage, non, à ce qu'il semble, les connaissances ou le seul domaine d'actions.
Dans le vestibule du temple sont gravés d'utiles conseils concernant la vie humaine, émis par ces hommes que les Grecs appelaient des sages […]. Ce furent ces sages qui firent inscrire, sur le temple d'Apollon, quand ils se réunirent à Delphes, les maximes connues de tous : « connais-toi toi-même » et « rien de trop ».

### Le sage et la norme
Par la suite, avec le développement de la philosophie comme recherche, le caractère normatif de ces aphorismes semble se transformer en un idéal : le sage devient en effet un certain statut de l'homme, statut normatif par lequel les philosophes s'efforcent de déterminer le meilleur accomplissement possible des dispositions humaines cognitives ou naturelles, par opposition à la condition moyenne de l'homme, ou, du moins, à une condition conventionnelle.
Ce statut a une valeur exemplaire, et concerne aussi bien l'action que la connaissance.
Le sage est ainsi, dans le domaine pratique, celui qui, selon Aristote, agit prudemment, et dont l'action peut être considérée comme la norme de la sagesse. Cette prudence est la capacité de juger à propos, dans une situation donnée, de l'application de règles générales. Ce n'est donc pas le concept abstrait de sagesse qui fait le sage, c'est le sage qui montre la sagesse par l'action. Dans le mythe de la caverne, Platon dit que le philosophe se doit de revenir à la caverne, avoir vu le monde des idées n'est pas tout, s'y complaire est une facilité, le philosophe doit devenir le sage, celui qui pratique la sophia, celui qui montre par l'exemple, car il sait que les mots du philosophe n'ont que peu de poids face aux chaînes qui lient les hommes à leurs habitudes.
Si Aristote privilégie l'étude des cas particuliers dans l'action pratique, il estime par ailleurs, avec des philosophes comme Platon ou Héraclite, que le sage se distingue par une connaissance d'un ordre particulier, qui touche à la question de l'essence même de la réalité. Le sage n'est pas semblable à Ulysse, qui incarne la conception grecque de la ruse, dans laquelle le mensonge et l'opportunisme ont leur part (toutefois, certains philosophes admettent que le sage peut mentir, mais seulement en vue du bien). Sa capacité de jugement et d'action est solidaire d'une théorie de la réalité, théorie d'ordre métaphysique et physique tout à la fois :
« Cependant, on croit que le savoir appartient plus à l'art qu'à l'expérience et on tient pour plus sages les hommes d'art que les hommes d'expérience. Il en est ainsi parce que les premiers connaissent la cause, tandis que les seconds ne la connaissent pas ; les hommes d'expérience en effet, savent bien qu'une chose est mais ils ignorent pourquoi ; les autres, au contraire, savent le pourquoi et la cause. »
Le sage antique n'est donc pas généralement conçu comme un homme "trivialement" prudent ou avisé ; il possède une connaissance qui ne se réduit pas à une casuistique ou à des règles pratiques sur la nature des choses contingentes, mais qui s'étend à la nature du pourquoi et de la cause des choses humaines et divines.
Mais il faut rappeler en outre que l'opposition entre lois établies et lois naturelles est un ancien lieu commun de la pensée grecque (cf. chez les sophistes). Ce sont les cyniques qui développeront pleinement cette opposition dans la pratique. Socrate avait, lui aussi, opposé les lois humaines et la véritable politique liée aux dieux dont il se prétendait le représentant.
La figure du sage se développera dès lors relativement à cette opposition, en situant la volonté du sage du côté des lois de la nature, étant posé que ces lois expriment ou sont les dieux (ou raison, logos) régissant le monde et que leur connaissance constitue la Connaissance divine de l'être. C'est donc par cette Connaissance, d'un ordre cosmique et métaphysique dans lequel l'homme s'inscrit, que le sage peut juger de ce qu'il doit faire. Le sage antique est le reflet, en miniature, du cosmos.

### Le sage, la cité et le cosmos

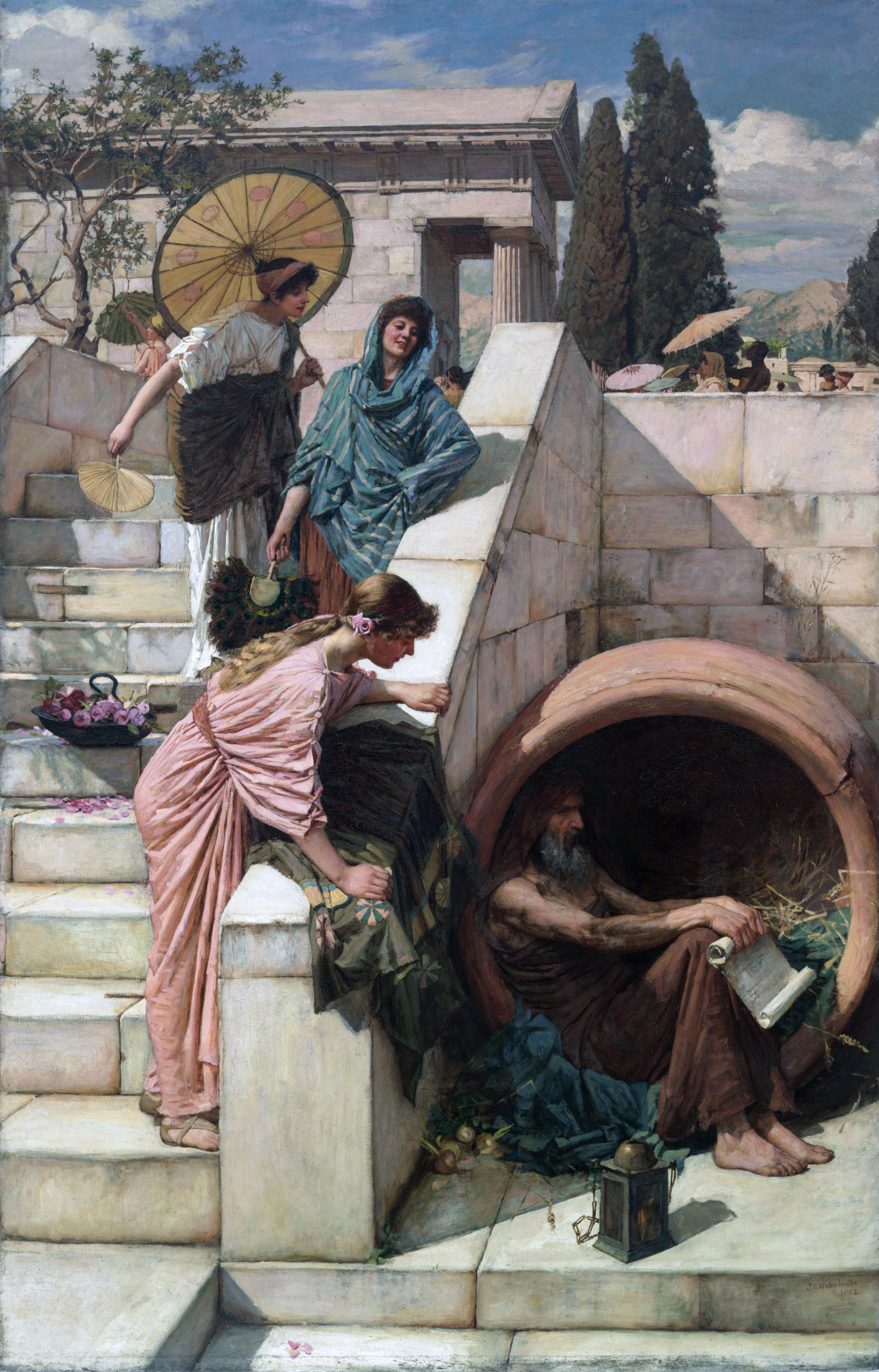
Diogène, un sage dans la cité. Diogenes (1882) par John William Waterhouse.

Le sage s'inscrit d'abord, ontologiquement en quelque sorte, dans un ordre de réalités universelles, dans un cosmos ; les occupations humaines, et en particulier la réalité de la cité, sont pour lui secondaires, dérivées ou même étrangères : le sage obéit d'abord aux lois véritables, c'est-à-dire pour certains (cyniques, stoïciens), à la nature cosmique et humaine immanente, ou pour d'autres à la connaissance pure et théorique de la réalité (Platon, Aristote). Cette harmonie, cette conformité à un ordre qui dépasse l'homme et lui dicte son devoir être, est la vertu.
Le sage est donc comme le représentant d'un ordre de réalités supérieures ou plus parfaites. Par son action et parce qu'il fait en acte ce qui est sage, il ne peut se considérer comme soumis à des normes communes qui ne dérivent pas de la raison ou de la Connaissance ; normes édictées pour satisfaire les intérêts des non-sages. S'affranchir des lois humaines, qu'il s'agisse des lois de sa nature ou des lois de la cité (sortir de la caverne, briser l'hypocrisie sociale, enfreindre les interdits), peut être le commencement de la sagesse. Il apparaît ainsi que le chemin de la sagesse commence par un choix d'ordre pratique, un choix de vie, choix par lequel on se décide à agir en philosophe, c'est-à-dire à suivre la loi que l'on se donne.
Il apparaît alors que le sage est un législateur. Thomas d'Aquin, dans plusieurs de ses commentaires sur Aristote, reprenait ainsi cette conception du sage antique :

« Comme le Philosophe le dit, au début de la Métaphysique (982a17), il appartient au sage d'ordonner. La raison en est que la sagesse est la perfection la plus puissante de la raison, dont le propre est de connaître l'ordre. En effet, même si les puissances sensitives connaissent les choses de manière absolue, cependant, connaître l'ordre d'une chose en regard d'une autre appartient à la seule intelligence ou raison. Or on trouve deux ordres entre les choses : il y en a un entre les parties d'un tout ou d'une multitude, à la manière dont les parties d'une maison sont ordonnées entre elles ; il y a ensuite l'ordre que des choses entretiennent avec leur fin. Et cet ordre-ci est plus important que le premier. Car, comme le Philosophe le dit, au onzième livre de la Métaphysique (1075a13), l'ordre entre les parties de l'armée a pour cause celui qu'entretient l'ensemble de l'armée avec son chef. »

— (Commentaires sur l’Éthique à Nicomaque)
Le sage connaît la finalité des choses ; en conséquence, il sait également les ordonner selon la place qui leur revient naturellement. Ainsi, dans le sage, se lient l'amour de la science des choses et des hommes et l'amour de la vertu, si bien que  le rôle nécessaire du sage au contact de la nature de l'homme est celui de quelqu'un qui façonne :

« Quelle place le philosophe tiendra-t-il dans la cité ? Ce sera celle d'un sculpteur d'homme. »

— (Simplicius)
Ceci se traduit chez Platon par des théories politiques, telles qu'elles sont exprimées dans Les Dialogues, La République, Le Politique ou Les Lois.
Mais pour d'autres philosophes, comme les Cyniques, ce statut du sage se traduit par une pratique radicale qui procède toutefois de la même idée : le sage est au-delà ou en deçà des conditions de vie humaines conventionnelles. Le sage n'est pas concerné par les lois humaines mais suit et adhère pleinement à celles de la nature humaine et cosmique, dans la mesure où l'homme est un fragment du tout, de la nature.
Aussi, dans le cynisme, s'épanouit la figure du sage apatride, opposant la simplicité de la vie selon la nature (la pratique - askesis - cynique), suffisante pour satisfaire les besoins humains, et les institutions de la cité dont le sage est la vivante subversion. Le sage se suffit à lui-même et n'attend donc rien de la vie en société (c'est l'autarkeia), et cette indépendance n'est pas seulement une vision du monde mais une pratique, un exercice de vie :

« Il [Diogène] fut le premier, d'après certains, à doubler son manteau, car il devait aussi y dormir enveloppé, il portait en outre, une besace dans laquelle se trouvaient ses vivres, et il tirait parti de tout endroit pour manger, dormir ou converser. »

— (Diogène Laërce, VI, 22)

### Réconcilier l'homme avec lui-même
Le sage est lié intrinsèquement au cosmos, à la réalité, et ce statut l'écarte de la cité. On a proposé plusieurs explications de ce phénomène qui commence à se répandre au VIe siècle av. J.-C. et s'impose dans les siècles suivants, surtout à partir des socratiques.

#### Les maladies de l'âme
Ce rejet des normes sociales, du pouvoir, des honneurs et des plaisirs, semble s'expliquer pour Antisthène de la manière suivante :
Le roi Cyrus lui demandait quelle était la science la plus essentielle : "Désapprendre le mal", lui répondit-il.
Ainsi, le cynique est-il en lutte contre les perversités humaines qu'il sent en lui, attribuées par exemple, à l'éducation et la culture générale qu'il rejette comme fin ; tel Hercule, il fait cet effort  pour se surmonter et se réconcilier avec lui-même dans la sagesse :
On lui demandait quel résultat il avait tiré de la philosophie : "Elle m'a rendu capable d'avoir commerce avec moi-même."
C'est pourquoi on demandait de l'aide aux philosophes lorsque l'on ne se sentait plus capable de se supporter. Un ami de Sénèque lui expose son problème :
« Il est toutefois pour moi un état habituel (pourquoi déguiserais-je quelque chose à mon médecin ?), c'est de n'être pas franchement délivré des vices qui étaient l'objet de mes craintes et de mon aversion, sans toutefois en être réellement atteint. Si je ne suis pas au plus mal, je suis du moins dans un état douloureux et désagréable : je ne suis ni malade, ni bien portant. ».
Ainsi le mal est en l'homme : les passions l'entraînent à des actes qu'il juge après coup répréhensibles. L'homme malade ne se maîtrise pas et cet état le rend malheureux. Sans effort pour devenir son maître, il ressent encore "un vague à l'âme", un malaise indéfinissable, comme l'ami de Sénèque le confessait.

#### Guérir l'homme ou guérir de l'homme
Le sage apparaît alors comme l'homme qui s'est guéri des maux de la condition humaine. C'est cette vertu curative de la sagesse qui sera mise en avant chez les stoïciens : guérir la nature humaine en la réformant.
Depuis les premiers sages (comme Thalès) jusqu'aux stoïciens de l'époque impériale, en passant par Socrate et les Cyniques, la figure du sage s'est donc profondément transformée : elle a d'abord exprimé une sagesse commune, sans doute bien établie, sur l'homme bon, juste, et il ne semble pas qu'elle ait servi principalement pour réformer l'humanité (bien que les aphorismes des Sept sages soient également des conseils) ; elle est devenue ensuite la figure idéale de l'homme délivré du mal qui est en lui, ce qui suppose un franc pessimisme moral à l'égard de la nature humaine, ce qui n'apparaît guère de ce point de vue à l'origine de la pensée, si ce n'est chez Anaximandre.
Or, ce pessimisme sur l'humain pose une question critique : être sage, est-ce en fin de compte rétablir la nature humaine devenue malade, ou est-ce guérir l'homme de la maladie de l'homme ? Le sage est-il un homme guéri ou est-il autre chose qu'un homme ? Les deux parties de cette alternative entraînent des conséquences philosophiques, religieuses et existentielles incomparables.
C'est à cette question "que faut-il faire des maladies de l'homme ?" que les philosophes grecs vont tenter d'apporter des réponses et l'état de sagesse en est une.
Deux grands types de remèdes se distinguent : ceux qui placent la finalité de la guérison dans le repos et l'apaisement ; ceux qui envisagent de vaincre les perversités humaines et de transfigurer l'homme de cette manière.

### La thérapeutique épicurienne
Épicure s'est proposé de remédier aux maladies de l'âme humaine qu'il ramène à la crainte ; crainte qui provient principalement de jugements faux sur les choses et de l'ignorance de la nature. Connaître la nature, c'est se donner les moyens de vaincre les terreurs superstitieuses qui tourmentent l'humanité. C'est aussi savoir juger des vrais plaisirs, éviter les souffrances et se satisfaire de ce dont notre nature a besoin.
Le quadruple remède épicurien se résume ainsi :
- les dieux ne sont pas à craindre ;
- la mort n'est pas à craindre ;
- la douleur est facile à supprimer ;
- le bonheur est facile à atteindre.

De cette manière, Épicure s'efforce de déterminer un modèle de vie qui soit accessible à tous.
Classiquement, le sage épicurien maîtrise ses désirs et la fortune :
"D’après toi, quel homme surpasse en force celui qui sur les dieux nourrit des convictions conformes à leurs lois ? Qui face à la mort est désormais sans crainte ? Qui a percé à jour le but de la nature, en discernant à la fois comme il est aisé d’obtenir et d’atteindre le « summum » des biens, et comme celui des maux est bref en durée ou en intensité ; s’amusant de ce que certains mettent en scène comme la maîtresse de tous les événements — les uns advenant certes par nécessité, mais d’autres par hasard, d’autres encore par notre initiative —, parce qu’il voit bien que la nécessité n’a de comptes à rendre à personne, que le hasard est versatile, mais que ce qui vient par notre initiative est sans maître, et que c’est chose naturelle si le blâme et son contraire la suivent de près (en ce sens, mieux vaudrait consentir à souscrire au mythe concernant les dieux, que de s’asservir aux lois du destin des physiciens naturalistes : la première option laisse entrevoir un espoir, par des prières, de fléchir les dieux en les honorant, tandis que l’autre affiche une nécessité inflexible)".
Le résultat du remède épicurien est de faire de l'homme un dieu parmi les hommes :
"Attache-toi donc à ces idées et à celles du même genre chaque jour et chaque nuit, en y réfléchissant à part toi, et avec un ami semblable à toi, tu ne seras jamais troublé, ni dans tes songes, ni dans tes veilles, et tu vivras parmi les hommes comme un dieu. L’homme qui vit au milieu de biens immortels n’a plus, en effet, rien de commun avec les mortels."
L'épicurisme conçoit le bonheur dans le repos ; à l'image de sa conception des dieux, l'homme sage est retiré du monde, il vit dans la quiétude, entouré d'amis.

### Radicalisation stoïcienne: vers une transfiguration de l'homme
L'ensemble de caractéristiques qui ont été exposées plus haut vont se trouver rassemblées et approfondies dans ce que l'on considère comme le premier système philosophique : le stoïcisme. Dans ce dernier, on distingue nettement les influences d'Héraclite, d'Aristote, des cyniques, et la synthèse de ces influences va produire une pensée entièrement tournée vers l'éthique, et la réalisation de l'homme sage. Cette pensée est donc assez représentative de l'idée que l'on se faisait du sage dans l'Antiquité.
La figure la plus radicale du sage est celle du stoïcisme, qui est le prolongement du cynisme en même temps que sa reformulation ; elle est radicale en ce sens qu'elle n'est pas seulement une subversion des valeurs jugées plus ou moins hypocrites de la société (comme le cynisme semble l'être), mais un essai d'accomplir en tout la totalité de la nature humaine et de porter ainsi la question du sage à ses limites extrêmes ; de cette manière, le sage se trouve par delà l'humain trop humain (les passions essentiellement) par la cure sévère qu'il a suivie pour réformer son âme et rétablir en lui l'ordre naturel que l'ignorance, la faiblesse et les préjugés de l'éducation pervertissent.

#### Ce qu'est le sage
À l'instar du Lachès que Platon nous a représenté, les stoïciens (et les philosophes antiques en général), se méfient des discours théoriques qui ne se traduisent pas en actes et les méprisent ; un discours sur le sage n'a de valeur que s'il trouve à être réalisé. Plutarque nous résume la conception antique sur ce sujet :
« Je juge d'abord que l'accord des pensées doit apparaître dans la conduite de la vie. Autant et plus que l'orateur, selon Eschyne, doit dire la même chose que la loi, la vie du philosophe doit être d'accord avec son discours ; car le discours du philosophe est une loi choisie par lui et qui lui est propre, si l'on pense que la philosophie n'est pas un jeu et un bavardage en vue de la réputation, mais qu'elle est une œuvre digne du plus grand sérieux. »
On ne peut donc parler du sage, sans parler de ce qu'il fait, puisque le sage agit comme sage, et non seulement comme individu se représentant ce qu'est un sage (le sage peut même être inconscient du fait qu'il est un sage). On peut toutefois, de manière théorique, faire une description du sage stoïcien dans son rapport au cosmos et à la nature, énoncer les difficultés de la possibilité d'être du sage, et faire le portrait des non-sages. Ce sont là des lieux de la pensée stoïcienne.

##### Le sage, la nature et la fortune

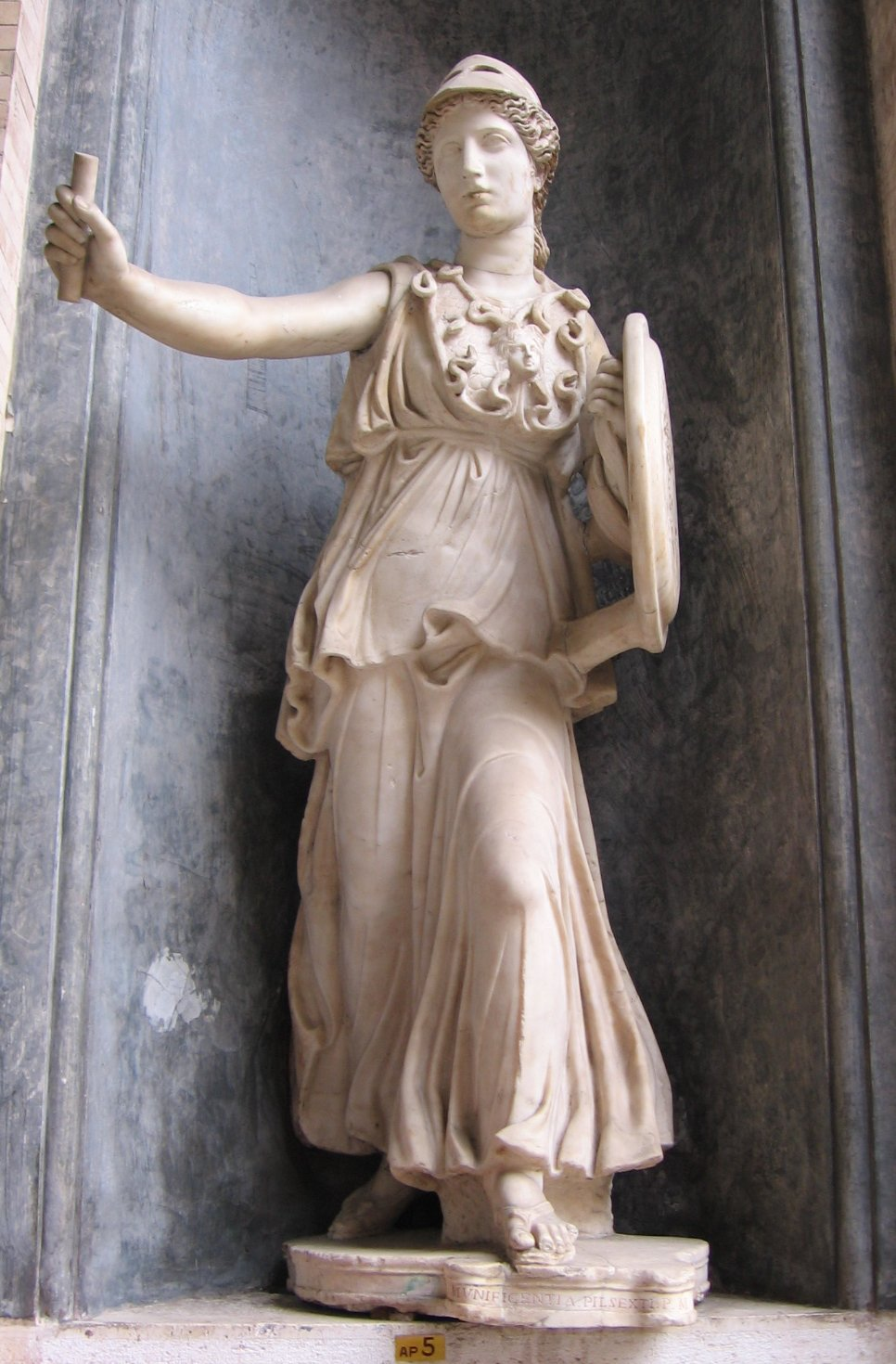
Si le sage est celui qui fait preuve de virilité, la sagesse est cependant représentée sous les traits d'une femme. Ici, la déesse Athéna.

Tous les penseurs antiques sont d'accord pour affirmer que l'homme doit suivre la nature et que la finalité de l'action humaine est le bonheur ; la question est de savoir ce que signifie suivre la nature, et comment le bonheur en dépend.
Le sage, en suivant la nature - c'est-à-dire le dieu, la raison - en est l'incarnation, ou le reflet en miniature. Il n'est plus seulement un homme, avec ses troubles, ses passions et ses erreurs ; il est dieu ou il participe de la nature du dieu. Le sage est ainsi l'ami du dieu :
« Il y a entre l’homme de bien et les dieux une amitié dont le lien est la vertu. Une amitié, ai-je dit, non ; c’est plus encore : une parenté, une ressemblance. L’homme de bien ne diffère de Dieu que par la durée : il est son disciple, son émule, son véritable fils. L’être sublime dont il descend, sévère censeur de toutes vertus, est comme un père rigide : il élève durement sa famille. »
Il est même, selon Sénèque (De la providence), supérieur au dieu, si l'on tient compte du fait que l'homme doit affronter en tant que mortel les adversités de la vie qui n'atteignent pas le dieu. Dieu est tel qui est ; l'homme, parce qu'il a à devenir comme son modèle, redouble son mérite.
Les limites de la nature humaine sont ainsi, pour cette pensée, l'occasion d'affirmer la puissance de l'homme, quand il parvient à surmonter sa condition misérable ; cette conception est ainsi l'exact opposé de toutes les conceptions religieuses et philosophiques qui font de la finitude (mort, misère de l'homme et limites de ses capacités) l'expression de sa déchéance existentielle ou de ses péchés.
Mais c'est une voie difficile, où le sage affronte la fortune :
« Les stoïciens, prenant une voie plus digne de l’homme, ne s’inquiètent point qu’elle paraisse riante à ceux qui s’y engagent : ils veulent au plus tôt nous tirer de ce péril et nous conduire à ce haut sommet tellement hors de toute atteinte qu’il domine la Fortune elle-même. »
Le sage est ainsi au-dessus des contingences, de ce qui lui arrive et l'adversité, loin de l'abattre, l'affermit dans sa vertu : ce qui ne le tue pas le rend plus fort.
« Pourquoi s’étonner que l’homme de bien soit ébranlé pour être affermi ? Il n’est d’arbre solide et vigoureux que celui qui souffrit longtemps le choc de l’aquilon. Les assauts mêmes qu’il essuie rendent sa fibre plus compacte, sa racine plus sûre et plus ferme. Il est fragile s’il a crû dans un vallon aimé du soleil. Concluons que l’intérêt des gens de bien, s’ils veulent que la crainte leur devienne étrangère, exige qu’ils marchent habituellement au milieu des terreurs de la vie et se résignent à ces accidents qui ne sont des maux que pour qui les supporte mal. »
Ce qui est le destin du sage, qu'il consent à suivre sans hésiter :
« Quel est le devoir d’une âme vertueuse ? De s’abandonner au destin. C’est une grande consolation d’être emporté avec l’univers. Quelle que soit la loi qui nous impose cette vie et cette mort, elle est la même nécessité qui lie aussi les dieux : une marche irrévocable entraîne les choses humaines comme les choses divines. L’auteur et le moteur de l’univers a écrit la loi des destins, mais il y est soumis : il obéit toujours, il a ordonné une seule fois. »

##### Paradoxes du sage
Dès l'Antiquité, cette nature quasi-divine du sage définie par les stoïciens fut jugée impossible et paradoxale. On parle ainsi des paradoxes de la sagesse, tant la formulation de ce qu'est un sage dans le stoïcisme semble dépasser ce qui est humainement possible. Le sage est en effet seul roi, seul savant, seul habile dans les arts. Cette conception, qui peut apparaître surréaliste pour un moderne, s'explique par une conception de la connaissance et de la morale qui part des dispositions de la personne qui sait et qui pratique réellement son savoir éthique. Ainsi le sage n'est-il pas celui qui sait tout, comme la formulation des paradoxes pourrait le laisser croire, mais celui qui ne donne son adhésion qu'à ce qui est vrai et n'agit que d'après ce qui dépend réellement de lui. C'est pourquoi, on ne peut devenir sage sans étudier la logique :
« Sans connaissance de la dialectique, le sage ne peut être infaillible dans son raisonnement, car c’est par elle que l’on distingue le vrai du faux, et que l’on peut faire l’exacte différence entre ce qui est sûr et ce qui est douteux. Sans elle, on ne peut ni interroger ni répondre comme il faut, mais l’on donne dans le défaut qui consiste à tout nier, même le réel, en sorte que l’on tombe dans l’absurdité et la sottise, quand on a ainsi peu exercé sa réflexion. Et le sage ne peut pas d’une autre façon paraître fin, ingénieux et habile en l’art d’exprimer sa pensée. La dialectique apprend à bien parler et à penser juste, à discuter sur les sujets proposés, à répondre aux questions posées, toutes choses que seul peut faire correctement l’homme très versé dans la dialectique ».

##### Les sots
Le non-sage (stultus, le sot), par opposition, donne son assentiment à des représentations fausses ou confuses, et agit automatiquement d'après ses impressions sensibles, donc sans d'abord examiner ou réfléchir ce par rapport à quoi il se détermine à agir. Ces réactions automatiques sont comparables à celles des animaux, puisque l'animalité (définie par la psuchè) consiste en une sensibilité dont les impressions provoquent des impulsions ; mais l'animal raisonnable possède en outre la faculté de suspendre ce processus. Or, les sots ne sont pas en toutes choses capables de suspendre leurs impulsions suscitées par des impressions sensibles ; ils sont donc souvent plus proches de l'animal que de l'homme.
L'humanité se divise ainsi en deux : les sages, et les non-sages. Il n'y a pas de degré dans la non-sagesse : tous les non-sages sont absolument non sages, de même que l'homme qui nage est dans l'eau qu'il soit au bord de la rive ou éloigné.
Le sage étant le seul savant, le seul agissant dans chacun de ces actes suivant la nature, le reste de l'humanité est donc constituée d'hommes déments :
« Les bonnes opinions ne sont‑ce pas celles des sages, et les mauvaises celles des fous ? »

#### Ce que fait le sage
Dans le stoïcisme, l'image du sage est fréquemment évoquée comme norme ; en tant que telle, elle trouve sa formulation la plus générale comme question :
Que ferait le sage dans cette situation ?
C'est la question que doit se poser celui qui veut progresser vers la sagesse lorsqu'il se trouve dans l'incertitude. Sénèque approuvait ainsi le précepte épicurien : 
« Agis comme si Épicure te regardait. »
Il reste alors à décrire ce qu'est le sage en action. Or, c'est à une psychologie du sage en action que se livrent Sénèque et tous les penseurs qui s'attachent non à théoriser, mais à montrer en pratique les principes suivis par le sage. Le sage n'est pas une théorie, ni une conscience de ce qu'est être sage ; le sage, ce sont les principes réalisés, c'est-à-dire l'action et les jugements qui précèdent l'action. Dans la perspective des paradoxes du sage, on peut poser que le stoïcisme est une sagesse de l'action, que ces deux notions sont bien près de s'équivaloir, et qu'il n'y a pas d'action qui ne soit d'un sage : seul le sage agit, puisque les sots se laissent gouverner par les passions.

##### Le bien et la vertu
En accord avec la nature, le sage stoïcien s'illustre par son action droite et conforme en toutes circonstances à ses principes ; Caton le Jeune fut par exemple un modèle pour certains stoïciens :
« Pour ce qui est de Caton, te disais-je, rassure-toi : car jamais le sage ne peut recevoir d’injure ni d’humiliation ; et Caton nous fut donné par les dieux immortels comme un modèle plus infaillible qu’Ulysse ou Hercule, héros des premiers âges, proclamés comme sages par nos stoïciens, comme indomptables aux travaux, contempteurs de la volupté et victorieux de toutes les terreurs. »
Le stoïcisme reprend la conception socratique du mal, en affirmant l'immunité du sage en ce qui concerne le mal :  	 
« L’injure a pour but de faire du mal à quelqu’un : or la sagesse ne laisse point place au mal. Il n’est de mal pour elle que la honte, laquelle n’a point accès où habitent déjà l’honneur et la vertu : l’injure ne va donc point jusqu’au sage. Car si elle est la souffrance d’un mal, dès que le sage n’en souffre aucun, aucune injure ne peut le toucher. »

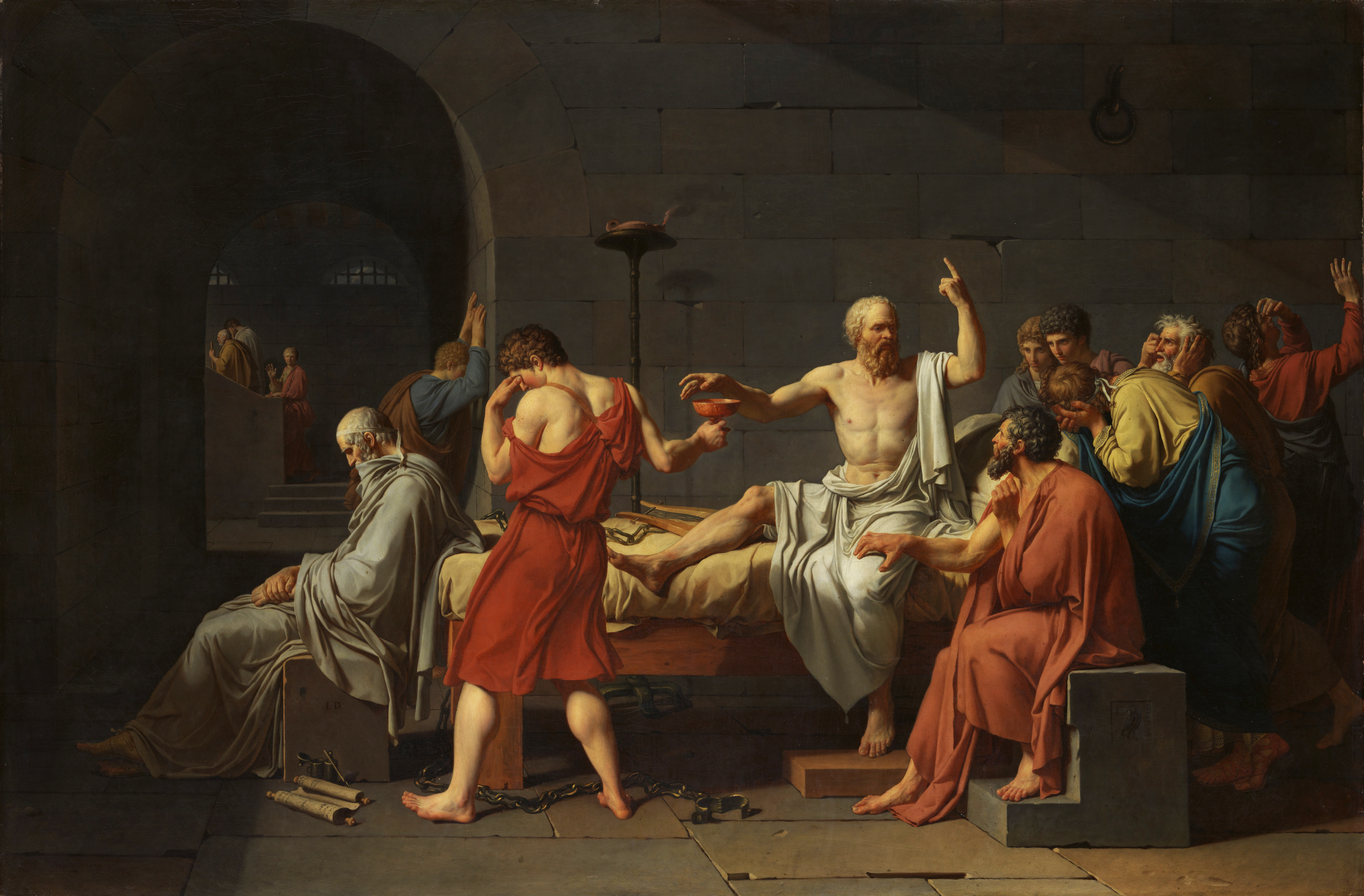
La mort ne trouble pas le sage, La Mort de Socrate, Jacques-Louis David (1787).

Si rien ne peut le toucher, c'est parce qu'il juge droitement sur la valeur des choses, il est donné au sage seul de savoir apprécier chaque chose à sa juste valeur, écartant biens et maux comme indifférents, et ne jugeant de valeur que ce qui dépend de lui :
Le sage est ainsi seul libre, parce qu'il possède ce qui dépend de lui, et ne désire pas ce qui ne dépend pas de lui. Et c'est l'adhésion à la nature qui est le bien fondamental, la vertu véritable dont la possession rend invincible :
« En face des appareils les plus terribles son œil est fixe, intrépide ; son visage ne change nullement, qu’elle ait de dures épreuves ou des succès en perspective. Donc le sage ne perdra rien dont il puisse ressentir la perte. Il a en effet pour seule possession la vertu, dont on ne l’expulsera jamais ; de tout le reste il n’use qu’à titre précaire : or quel homme est touché de perdre ce qui n’est pas à lui ? ».

##### Usage du monde et bonnes affections
Le sage n'usera des biens que dans la mesure de leur utilité (ce sont les préférables), et s'il se marie, a des enfants et participe à la vie politique, il ne fait là que remplir des fonctions propres à la nature humaine : le sage ne s'attache pas, ne pleure pas la mort de sa femme, de ses enfants, n'éprouve pas de passion amoureuse ; en revanche il éprouvera de la sympathie pour tous les hommes, en tant qu'être humain, et de l'amitié à l'égard de ses pairs :
« Qu’est-ce qu’un ami ? » — « Un autre moi-même. »
Zénon va plus loin en formulant ce paradoxe du sage, que le sage seul sait aimer, le sage seul mérite le nom d'ami :
On lui [à Zénon] reproche encore d’avoir déclaré dans le même livre que seuls sont citoyens, amis, familiers et libres, les sages, en sorte qu’un Stoïcien doit tenir ses parents et ses enfants pour ses ennemis s’ils ne sont pas sages.
Mais si le sage est impassible, et n'est pas l'esclave de passions dont autrui est l'objet, il n'est pas insensible ; il éprouvera ainsi les bons sentiments, c'est-à-dire ceux qui découlent de son état de sage, et qui le rendent heureux d'être soi :
Les Stoïciens disent encore qu’il y a trois bonnes affections : la joie, la prudence, la volonté ; la joie est le contraire du plaisir, car elle est un désir raisonné ; la prudence est le contraire de la crainte, car elle est une fuite raisonnée, ainsi le sage n’a jamais peur, mais il est toujours sur ses gardes. Enfin la volonté est le contraire du désir, en ce qu’elle est un souhait raisonné. Tout comme les principales passions, les principales bonnes affections comportent des espèces : ainsi la volonté comprend la bienveillance, le calme, la douceur et l’affection. La prudence comprend : la pudeur, la chasteté ; enfin la joie comprend la gaieté, l’enjouement, la bonne humeur.

##### Le sage et le temps
Le sage se possède par sa vertu ; et par cet empire sur les réalités qui seules ont de la valeur, le sage est le seul riche :
Reprends possession de toi-même.
Les sots en effet ne se possèdent pas, mais dilapident ce qui en eux est de valeur ; le reste est fausse richesse.
Sénèque situe cette prise de possession nécessaire à l'accès au statut de sage, dans le temps :
Montre-moi un homme qui mette au temps le moindre prix, qui sache ce que vaut un jour, qui comprenne que chaque jour il meurt en détail ! Car c’est notre erreur de ne voir la mort que devant nous : en grande partie déjà on l’a laissée derrière ; tout l’espace franchi est à elle.
Le sage est maître du temps. Nous ne manquons pas de temps pour vivre, nous ne vivons pas notre temps : le sot vit à côté de sa vie, en subissant le temps des autres. Le sage se revendique, et conquiert ainsi sa liberté. Cet état de liberté lui permet de vivre chaque instant comme un accomplissement de sa nature, et de mourir sans regret : il ne peut plus en effet rien ajouter à la perfection de son être, et il ne désire plus rien qui soit étranger à lui-même.

#### Cité des sages ou cité des hommes
Ce détachement intérieur du sage à l'égard de ce qui ne dépend pas de lui, autrement dit à l'égard du corps, des êtres humains et des biens extérieurs, le rendent comme indifférent à la vie en communauté. Pourtant, les stoïciens attachent une grande importance à la vie active.
Les cyniques avaient déclaré obsolètes les institutions des hommes ; la cité n'est pas le gouvernement des hommes conforme à la nature. Cette affirmation suppose, aux yeux des hommes, un statut marginal des sages ; mais cette marginalité entraîne aussi l'idée d'une cité conforme à la nature, et d'une cité d'hommes sages, gouvernée par les sages. La question classique posée est de savoir si le sage doit vivre parmi les hommes, et, dans l'affirmative, s'il doit les gouverner ; sinon, une république des sages n'est-elle pas l'horizon de l'histoire de l'humanité ?
Ici encore, l'alternative est la suivante : faut-il admettre une politique de l'homme, ou la vraie politique ne suppose-t-elle pas seulement des sages ? Mais, dans le second cas, le sage a-t-il besoin d'une politique, s'il est sage ? Car, s'il est sage, il ne peut être gouverné. Et, si le sage n'a pas besoin de politique, cette dernière n'est-elle qu'un pis-aller de l'homme ?

##### La grande cité: la république des sages
Le sage stoïcien est un homme exceptionnel ; c'est pourquoi, la politique qui lui convient ne peut qu'être exceptionnelle. C'est ce qu'estiment les stoïciens, et quelques fragments des textes de Zénon et Chrysippe nous décrivent la nature hors du commun (au sens propre) de la vie de citoyen du sage :
« On lui [à Zénon] reproche encore d’avoir conseillé dans le même livre, en deux cents lignes, la communauté des femmes, et d’avoir défendu qu’on construisît dans les villes des temples, des tribunaux et des gymnases, d’avoir écrit à propos de l’argent : « Il ne faut point avoir d’argent ni pour faire du commerce, ni pour voyager », d’avoir recommandé aux hommes et aux femmes de porter le même vêtement, et de ne laisser voir aucune partie de leur corps. »
En premier lieu, le sage est une réalité à part ; il ne se confond pas avec la masse des hommes. Il n'est pas soumis aux mêmes lois qu'eux ; l'ordre de la sagesse est supérieur aux devoirs communs des hommes, car le sage suit la vertu, et non seulement les fonctions propres inhérentes aux hommes.
Par ses actes, le sage est législateur. Il est au-dessus des lois. Cet aspect est déjà présent dans le cynisme :
« Le sage ne va pas gouverner selon les lois établies, mais selon la vertu. »
Par sa vertu, le sage est un temple ; le sage peut donc se dispenser des rites cultuels communs qui font partie de la vie des cités. Participant à la nature divine, il est lui-même sacré.

##### Les petites cités: les cités des hommes
Mais cette cité idéale n'est pas réalisée ; se pose alors la question de savoir ce que doit faire le sage dans les cités humaines, c'est-à-dire dans les cités effectivement existantes, alors que celles-ci, à ses yeux, sont les cités des sots. Le sage peut-il être citoyen d'une cité de non-sages ?
Il reste, sur ces questions de l'engagement politique du sage, quelques fragments de Chrysippe ; le sage devra participer à la vie active, si rien n'y fait obstacle. L'idée des stoïciens semble donc être que, si les circonstances sont favorables, le sage pourra contribuer à faire progresser la vie des citoyens vers l'idéal de la grande cité juste. Mais, lorsque les circonstances sont défavorables, par exemple lorsqu'un tyran fait régner l'injustice, ou que les citoyens ne sont pas disposés à agir droitement, le sage aura recours à d'autres moyens, en dehors de la vie politique. L'otium est un tel moyen, puisque le loisir du sage est un loisir studieux par lequel il contribue à enseigner ses concitoyens en exposant le fruit de ses réflexions politiques. Les stoïciens conçoivent ainsi, conformément à leur conception active de la pensée, qu'il n'y a pas d'activité intellectuelle qui ne soit action, et, dans ce cas, action politique.
Cette conception du rapport du sage à la vie politique semble devoir s'opposer à celle de l'épicurisme : en effet, l'épicurien, cherchant le bonheur dans le repos, préfère la vie cachée, et se retire donc dans son jardin, à l'abri de l'agitation de la cité. Il y aurait ici une opposition de deux conceptions du sage. Mais cette interprétation n'est pas unanimement admise.

### La mise en cause du sage
Bien que le sage soit une figure majeure de la pensée antique, il serait incorrect d'affirmer qu'il fût unanimement accepté. Plusieurs niveaux de refus de cette figure peuvent être distingués selon les raisons que l'on oppose à la possibilité et à la nature du sage.

#### Le sage et la société
Comme Pierre Hadot le répète dans plusieurs de ses études, la principale difficulté que rencontre le progressant est la conversion radicale que demande la philosophie. Il ne s'agit pas en effet, en étudiant la philosophie, d'acquérir un savoir théorique (d'être, comme le dit Épictète, un étudiant arrogant ou professeur dont le travail est de commenter des textes), mais de vivre sa philosophie. Or, cette vie est tout simplement ridicule aux yeux des profanes, de même que réciproquement, les profanes sont des sots aux yeux du sage. Le sage, et celui qui veut le devenir, passe donc pour fou, et il apparaît comme un homme se livrant à des occupations vaines (cf. Théétète de Platon), voire contre-nature (notamment parce que le sage est amené à agir contre son intérêt, en agissant avec justice). Le sage est donc, selon Epictète, un homme au statut ambigu : en tant que modèle, il peut faire l'objet d'une forte admiration populaire, comme en témoignent par exemple les statues de philosophes ; mais, d'un autre côté, cette sagesse peut être l'objet de railleries, et le progressant peut ressentir de la honte à vouloir devenir sage.
Il s'agit moins, ici, d'une contestation de la figure du sage, que d'une incompréhension sur sa nature.

#### Le sage et la force
Une autre manière de tenir le sage des philosophes pour fous, est de renverser la valeur de l'opposition (et non l'opposition elle-même) entre la loi naturelle et la loi conventionnelle.
Platon nous a laissé plusieurs témoignages sur ce point : il nous fait en effet le portrait de plusieurs sophistes qui se font du sage une idée à contre-courant de la philosophie antique traditionnelle. Cette idée est une critique bien plus virulente que l'idée vague que les non-philosophes peuvent s'en faire, car elle touche aux principes mêmes qui doivent conduire la vie, et les modifie.
Dans la République, Thrasymaque argumente ainsi : la justice naturelle est ce qui est le plus avantageux au plus fort ; et le plus fort est celui qui ne se trompe pas dans la compréhension de ce qui lui est avantageux. Le but de tous les hommes, ce qui rend vraiment heureux, c'est de mettre la puissance aux services des passions et des intérêts de celui qui la possède. L'injustice est sage et vertueuse.
Dans le Gorgias, Calliclès :
Mais, selon moi, les lois sont faites pour les faibles et par le grand nombre. C’est pour eux et dans leur intérêt qu’ils les font et qu’ils distribuent les éloges ou les blâmes ; et, pour effrayer les plus forts, ceux qui sont capables d’avoir l’avantage sur eux, pour les empêcher de l’obtenir, ils disent qu’il est honteux et injuste d’ambitionner plus que sa part et que c’est en cela que consiste l’injustice, à vouloir posséder plus que les autres ; quant à eux, j’imagine qu’ils se contentent d’être sur le pied de l’égalité avec ceux qui valent mieux qu’eux. XXXIX. — Voilà pourquoi, dans l’ordre de la loi, on déclare injuste et laide l’ambition d’avoir plus que le commun des hommes, et c’est ce qu’on appelle injustice. Mais je vois que la nature elle‑même proclame qu’il est juste que le meilleur ait plus que le pire et le plus puissant que le plus faible. Elle nous montre par mille exemples qu’il en est ainsi et que non seulement dans le monde animal, mais encore dans le genre humain, dans les cités et les races entières, on a jugé que la justice voulait que le plus fort commandât au moins fort et fût mieux partagé que lui.
Dans ce cas, les sophistes ne nient pas l'existence du sage, mais procèdent à un renversement des valeurs, qui est comparable à l'inversion des valeurs à laquelle Nietzsche procédera 2200 ans plus tard : le sage des philosophes est l'homme faible des sophistes ; et le sage des sophistes est le méchant des philosophes, ce qui aboutit à une formule paradoxale en apparence, à savoir que le sage est injuste, et que l'injustice est sa vertu, au sens où la vertu est la qualité propre d'un être et non une disposition morale.

#### Le sage et le bonheur
D'autres formes de contestation concernent les thèses sur les conditions psychologiques et cognitives du sage.
Ainsi, Hégésias de Cyrène, niant le bonheur, semble devoir nier la possibilité du sage.
« Le bonheur est chose absolument impossible, car le corps est accablé de nombreuses souffrances, l’âme qui participe à ces souffrances du corps en est aussi troublée, enfin la Fortune empêche la réalisation de bon nombre de nos espoirs, si bien que pour ces raisons le bonheur n’a pas d’existence réelle » (Diogène Laërce, II, 94)
Plusieurs raisons empêchent donc que l'homme devienne sage : les troubles du corps et de l'âme ; la Fortune, qui fait obstacle à la réalisation des fins de nos actions. Hégésias nie ainsi précisément ce qui fait le sage : la maîtrise de soi, et l'indépendance à l'égard de ce qui nous arrive. On peut voir dans cette doctrine pessimiste, une protestation contre le stoïcisme qui prétend surmonter la douleur, en considérant qu'il suffit simplement de juger qu'elle n'est pas un mal. Pascal, quelques millénaires plus tard, sera du même avis, et trouvera que cette idée du sage est ridicule.

#### Le sage et la connaissance
Les sceptiques, niant la connaissance, nieraient donc que l'on puisse être sage. En effet, pour le sceptique, sur tout sujet, il est possible d'avancer, avec la même force, des thèses contraires. Le jugement sur la nature des choses se révèle impossible, et il ne reste que l'opinion et une forme probable de jugement. L'homme ne peut donc être savant, et, partant, il ne saurait y avoir de sage. Une anecdote illustre cette difficulté :
« Cléanthe, comme nous l’avons dit, fut après Zénon, le maître de Sphéros du Bosphore, qui après avoir poussé assez loin ses études, s’en alla à Alexandrie chez Ptolémée Philopator. La discussion étant venue un jour sur le fait de savoir si le sage pouvait se tromper, Sphéros affirma que non. Le roi, voulant le confondre, lui fit apporter des grenades de cire et Sphéros se laissa tromper, et le roi triomphant lui cria qu’il s’était laissé prendre à une opinion fausse. »
Pour le sceptique, cette anecdote révèle qu'il n'est pas possible de distinguer une représentation vraie d'une fausse.
Cependant, les sceptiques affirment une certaine forme de bonheur, l'ataraxie, qui survient par la suspension du jugement. On peut donc considérer que cette ataraxie caractérise le sage sceptique, bien qu'il ne s'agisse pas là d'une fin réellement recherchée par le philosophe sceptique.
Tous ces opposants au sage antique n'en conservent pas moins généralement une certaine forme, amoindrie, mais réelle. Il faut attendre l'avènement du christianisme pour voir se développer l'opposition la plus tranchée qui soit à l'égard de l'homme sage, sa négation pure et simple.

## Le sage dans la Bible et dans le christianisme
La sagesse antique est une sagesse largement immanente, même lorsque le principe du monde est un principe absolu : il se transmet dans les choses et les informe ; par exemple, dans le stoïcisme, il a une action corporelle. Chez Plotin, il y a une continuité d'être avec l'Un. Dans tous les cas, le monde est éternel, ou revient éternellement à l'identique. C'est à un tel ordre de choses que le sage adhère ; son équilibre psychologique dépend d'une conception d'un monde dont il est con-naturel. L'avènement du christianisme est à cet égard un bouleversement des conditions mêmes du sage.

### Vanité de la sagesse
Ecclésiaste, 2 :
2.12. Alors j'ai tourné mes regards vers la sagesse, et vers la sottise et la folie. - Car que fera l'homme qui succèdera au roi ? Ce qu'on a déjà fait.
2.13. Et j'ai vu que la sagesse a de l'avantage sur la folie, comme la lumière a de l'avantage sur les ténèbres ;
2.14. le sage a ses yeux à la tête, et l'insensé marche dans les ténèbres. Mais j'ai reconnu aussi qu'ils ont l'un et l'autre un même sort.
2.15. Et j'ai dit en mon cœur : J'aurai le même sort que l'insensé ; pourquoi donc ai-je été plus sage ? Et j'ai dit en mon cœur que c'est encore là une vanité.
2.16. Car la mémoire du sage n'est pas plus éternelle que celle de l'insensé, puisque déjà les jours qui suivent, tout est oublié. Eh quoi ! le sage meurt aussi bien que l'insensé !

### La folie des sages
Le christianisme s'oppose à la figure du sage antique et à la raison en général, lui substituant la croyance déraisonnable, l'imaginaire fécond, à la raison qui œuvre dans le sage. Là où le sage antique tend vers la lumière du soleil des idées, l'idéologie chrétienne tente de poser la sagesse comme le fait rester, et de vouloir être enfermé dans l'obscurité de la caverne, là où Dieu a placé l'homme.
Paul de Tarse estime ainsi que la sagesse humaine doit être renversée :
1.19. Aussi est-il écrit : Je détruirai la sagesse des sages, Et j'anéantirai l'intelligence des intelligents.
1.20. Où est le sage ? où est le scribe ? où est le disputeur de ce siècle ? Dieu n'a-t-il pas convaincu de folie la sagesse du monde ?
1.21. Car puisque le monde, avec sa sagesse, n'a point connu Dieu dans la sagesse de Dieu, il a plu à Dieu de sauver les croyants par la folie de la prédication.

## Le sage dans les traditions spirituelles issues de l'Inde ancienne
Il y a trois équivalents au mot sage dans le sanscrit et le monde indien; les mots Muni pour le bouddhisme et l'hindouisme, le terme rishi pour uniquement l'Hindouisme et Arya soient souvent traduits par « sage ».
Dans les traditions de l’Inde, le sage est cependant toujours celui qui incarne les textes sacrés, plus encore que celui qui les connaît par cœur (pandit). La notion d’éveil spirituel, qui marque l’aboutissement de la condition humaine dans les courants spirituels et religieux de l’Inde ancienne, est associée à la sagesse.
Un texte bouddhiste du Khuddaka Nikāya, le sutta Nipata I 12 dit du sage, le Muni, qu’il est: « Fort en discernement, vertueux en ses pratiques, centré, sans complaisance, insensible à la louange comme au blâme, jamais pris par surprise, comme le lion par les bruits, jamais pris au piège, comme le vent en un filet, Jamais souillé, comme un lotus dans l'eau. ».

## Le sage des temps modernes
On peut dire qu'il y a, dès l'origine de la pensée occidentale jusqu'à l'époque contemporaine, d'un côté les penseurs philosophes, et, de l'autre, les penseurs de la sagesse, ce qui engage deux positions opposées sur l'existence. Cette dualité se manifeste particulièrement pendant la Renaissance, aux XVIe siècle et XVIIe siècles, surtout par la résurgence antiquisante du stoïcisme qui imprègne les penseurs de l'individu moderne, dont les principaux sont Montaigne et Descartes, et qui irritera Pascal. On en retrouve les traces chez des penseurs aussi opposés que Spinoza et Malebranche. La conception stoïcienne du sage, et son origine cynique, eut ainsi une influence considérable sur le développement de la culture occidentale.
Il y a ainsi, d'une part, la conception de la perfectibilité continue de l'homme, qui renonce en général à la réalisation de la nature humaine dans ce monde (par exemple, il n'y a pas ici bas de rédemption possible ; la finalité de la vie est hors de la vie) ; cette conception, dans le monde moderne, est par exemple celle de Malebranche et de Kant.
D'autre part, la conception selon laquelle la perfection est possible, et même déjà réalisée par certains hommes hors du commun (par exemple : le salut de l'homme est en son pouvoir dès cette vie ; la perfection est une réalité de ce monde ; le bouddhisme adopte une perspective proche).

### La Renaissance du sage
La Renaissance voit s'affronter la conception antique du sage à la conception chrétienne de l'existence humaine.

### L'orgueil du sage
« Le péché originel est une folie devant les hommes ; mais on le donne pour tel. On ne doit donc pas reprocher le défaut de raison en cette doctrine, puisqu'on ne prétend pas que la raison y puisse atteindre. Mais cette folie est plus sage que toute la sagesse des hommes »

### Le sage, un homme impossible
Dans la perspective chrétienne qui est celle de Malebranche, il n'est plus question de devenir sage : il est impensable en effet de non seulement vouloir être dieu, mais de penser l'être véritablement. Aussi, Malebranche estime-t-il que l'on doit s'efforcer vers la vérité, c'est-à-dire Dieu qui est notre maître intérieur, mais que l'on ne doit pas croire pouvoir y parvenir : notre nature déchue y fait obstacle :
S'il est donc vrai que l'erreur soit l'origine de la misère des hommes, il est bien juste que les hommes fassent effort pour s'en délivrer. Certainement leur effort ne sera point inutile et sans récompense, quoiqu'il n'ait pas tout l'effet qu'ils pourraient souhaiter. Si les hommes ne deviennent pas infaillibles, ils se tromperont beaucoup moins, et s'ils ne se délivrent pas entièrement de leurs maux ils en éviteront au moins quelques-uns. On ne doit pas en cette vie espérer une entière félicité, parce qu'ici-bas on ne doit pas prétendre à l'infaillibilité ; mais on doit travailler sans cesse à ne se point tromper, puisqu'on souhaite sans cesse de se délivrer de ses misères. En un mot, comme on désire avec ardeur un bonheur sans l'espérer, on doit tendre avec effort à l'infaillibilité sans y prétendre.
La sagesse donc demeure plus-qu'humaine, mais elle n'est pas de ce monde.

### Le sage surhumain
Le plus-qu'humain sera par la suite illustré par Nietzsche, qui fait du surhomme un maître adhérent pleinement à la nature et à tous ses aspects tragiques. Il est donc, comme le sage antique, un homme qui suit la nature, en l'incarnant. On remarquera la parenté entre le sage stoïcien et le surhomme : leurs qualités psychologiques sont souvent les mêmes.
Mais, comme le remarque Pierre Hadot, le sage nietzschéen (dont la maxime est amor fati) se distingue du sage stoïcien en ce qu'il adhère également au pire, tandis que le dernier n'adhère qu'au dieu, c'est-à-dire la nature ou raison des choses ; il rejette ainsi le mal, ce qui n'est pas le cas dans l'amor fati. On peut cependant nuancer cette appréciation de P. Hadot, en précisant que l'amor fati ne consiste pas à adhérer au pire au sens où le surhomme commettrait le pire (le mal), mais au sens où il s'agit d'admettre, contrairement à l'optimisme stoïcien, que le mal est une composante de la réalité qui n'est pas essentiellement opposée au bien. Le sage de Nietzsche est donc l'homme tragique, sa sagesse est la sagesse dionysiaque (philosophie), qui comprend que la souffrance et le mal entrent par certains aspects dans ce qui est nommé bien.

### Le sage aujourd'hui
C'est un lieu commun de la pensée contemporaine occidentale, que les valeurs tant morales, qu'esthétiques et cognitives, ont subi une forte dévalorisation, conduisant au relativisme, au scepticisme, et, parfois, au nihilisme.
Le sage ne semble donc pas pouvoir être un modèle de vie dans des sociétés, où, selon l'expression vulgaire, les "repères se sont perdus". D'où le sage tirerait-il en effet sa légitimité ? Ni de la morale, ni d'une conception cosmique de l'existence humaine. Cette dernière est à présent l'affaire des scientifiques, et elle n'est plus une préoccupation majeure des philosophes. Ainsi ne peut-il plus y avoir de sage comme microcosme, représentant d'un ordre de la nature dans lequel l'homme trouve sa place. Cette théorie est par ailleurs jugée contraire à la liberté individuelle dans les pays où les hiérarchies sociales et les religions ont perdu de leur influence. Il en va de même de la morale ; au nom de quoi, demandera-t-on, y aurait-il un sage qui dirait ce qui est juste et bon ? Chacun est libre de se déterminer selon sa conscience, et le sage serait une intolérable contrainte à la volonté moderne d'autonomie.
Pourtant, c'est aussi un lieu commun de dire que la philosophie fait l'objet aujourd'hui d'une demande toujours plus forte. Ceci n'est pas nouveau. Quand Sénèque écrit sur la providence ou sur le sage, il répond à une personne qui sent cette perte de repères qui est également une source d'inquiétude pour les hommes occidentaux des sociétés contemporaines. Le sage ne serait pas ainsi obsolète, mais pourrait toujours conserver sa valeur d'idéal de vie juste et bonne et de modèle.
Par exemple, si nous imaginons comment vivrait au XXIe siècle un sage, nous pourrions dire que celui-ci serait probablement un clochard ou un vagabond, ou un homme vivant modestement et proche de la nature (modèle de Diogène) ; ou un maître de morale interpelant ses concitoyens, ou un satiriste (modèle de Socrate, de Cratès) ; ou un défenseur de la citoyenneté universelle stigmatisant les cités particulières (modèle du stoïcisme). Bien d'autres exemples sont possibles, qui montrent que les figures du sage antique peuvent être transposées presque sans changement dans le monde d'aujourd'hui.

## La voie d'une certaine sagesse en psychologie analytique
L'individuation (psychologie analytique) est le processus de création et de distinction de l'individu. Dans le contexte de la psychologie analytique, l'individuation se rapporte à la réalisation du Soi par la prise en compte progressive des éléments contradictoires et conflictuels qui forment la « totalité » psychique, consciente et inconsciente, du sujet. Vers la fin de sa vie, Carl Gustav Jung le définit ainsi :
« J'emploie l'expression d'individuation pour désigner le processus par lequel un être devient un in-dividu psychologique, c'est-à-dire une unité autonome et indivisible, une totalité »
Parmi les éléments contradictoires et conflictuels, les individus, rencontrent quelques archetypes, puissants sur la psyché.

### La femme face à son «homme sage»
L'« homme sage » est un archétype, parmi des figures masculines multiples de la femme.
L'homme sage est présent dans l'animus (principalement de la  masculinité de la femme) il est ce que l'on nomme un archétype.
Cette dénomination d'homme sage est issue de la psychologie analytique pour désigner des processus psychiques inconscients, ayant une importance dans la vie psychique du sujet. Ces processus se nomment des archétypes.
Les images et pensées psychiques associées et auxquelles s'identifie la femme, tout entièrement ou en partie le sont au travers des positions intellectuelles, psychiques, d'émotions, d'actions qui renvoient inconsciemment à un modèle auquel il faudrait se tenir : un homme sage. Cet "homme" est proche de modèles culturels tels que : un dieu père, un guide, le vieux sage.
Selon Carole Sédillot, dans son "ABC de la psychologie jungienne" publié chez Granger, « à ce stade se découvrent toutes les figures supérieures et sublimées. L'attention se tourne vers les identités de sages de tous les grands prêtres, de Merlin l'Enchanteur jusqu'à Gandhi. Comme un médiateur entre l'expérience spirituelle et l'expérience personnelle, l'animus s'apparente(alors) à un guide ».
C'est une confrontation à cet archétype, qui ferait entrer dans la voie d'une certaine sagesse. Cette confrontation n'est pas l'apanage des femmes et les hommes qui osent faire le face à face avec leur Femme sage (psychologie analytique) peuvent aussi connaitre cette voie.

### L'homme face à sa «femme sage»
La dénomination de « femme sage » est issue de la psychologie analytique pour désigner des processus psychiques inconscients, ayant une importance dans la vie psychique du sujet. Ces processus se nomment des archétypes. La  femme sage est par exemple la déesse mère, une guide, la Sophia des gnostiques, les initiatrices et les muses  présentes dans l'anima. Ils sont principalement, ici, des archétypes présents dans la féminité de l'homme.
« L'anima du quatrième niveau, stade le plus élevé, correspond à une sagesse transcendante, sous l'image d'Athéna, la Sophia des gnostiques, les initiatrices et les muses. La dimension féminine entre en étroite relation avec la dimension masculine ».